# Гетьман Олексій Олексійович
Олексій Олексійович Гетьман (нар. 16 серпня 1975, Ворошиловград, УРСР) — український футболіст та тренер, виступав на позиціях захисника та півзахисника.

## Життєпис
Вихованець ЛВУФК Луганська. Професіональну кар'єру починав в луганському «Динамо». З 1995 по 1998 роки грав за «Металург» (Маріуполь). У 1999 році перейшов у казахстанський «Синтез», де за підсумками сезону увійшов до списку 22 найкращих футболістів чемпіонату. На початку 2000 року виступав за «Машинобудівник» (Дружківка), після завершення сезону перейшов у російську «Жемчужину». У 2001 році виступав за «Ростсільмаш», дебютував у вищому дивізіоні 14 квітня в домашньому матчі 5-го туру проти «Спартака», замінивши на 61-й хвилині зустрічі Романа Адамова. У 2002 році виступав за ростовський СКА. Професіональну кар'єру завершив у 2004 році в луганській «Зорі». Після закінчення кар'єри працював тренером основної, дублюючої та молодіжної команди «Іллічівця».